# Карисса каранда
Каранда (лат. Carissa carandas) — плодовый кустарник, вид рода Карисса (Carissa) семейства Кутровые (Apocynaceae).

## Описание
Сильноразветвлённый вечнозелёный кустарник высотой 3—5 м с многочисленными ветвями, усеянными острыми шипами длиной до 5 см, формирующими плотную крону.
Листья овальные или эллиптические, длиной 2,5—7,5 см, расположены на ветвях попарно, тёмно-зелёные кожистые глянцевые сверху, зелёные снизу.
Цветки ароматные белые трубчатые. Плоды продолговатые или круглые, 1,25—2,5 см длиной, с жёсткой гладкой глянцевой багрянисто-красной кожицей, становящейся тёмно-фиолетовой, почти чёрной при полном созревании. Внутри плода содержится кисло-сладкая, иногда горьковатая, сочная красная мякоть с вкраплениями латекса. Иногда в мякоти присутствует от 2 до 8 маленьких плоских коричневых семян.
|                                                  |  |  |
| Общий вид растения, кора, листья и цветки, плоды |  |  |

## Распространение
Родина каранды — Индия, Мьянма, Малайзия и Шри-Ланка. В этих странах она культивируется больше для создания заграждений, чем ради съедобных плодов. Как плодовое растение она культивируется в Таиланде, Камбодже, Южном Вьетнаме, Восточной Африке и на Филиппинах. В странах Американского континента каранда встречается довольно редко.

## Использование
Сладкие сорта каранды съедаются в свежем виде, а кислые чаще всего тушатся с сахаром. В странах Азии зрелые плоды используются в приготовлении карри (жидкого блюда из тушёных овощей, бобовых и/или мяса), тортов и пудингов. Из слегка недоспелых плодов изготавливают желе. Из зелёных кислых плодов в Индии изготавливают маринады.
В медицине недозрелые плоды каранды используются как вяжущее средство. Отвар листьев может служить средством от диареи, а отвар корней глистогонным средством. Корни каранды содержат салициловую кислоту и сердечные гликозиды, вызывающие лёгкое снижение кровяного давления.